# La Colina (Buenos Aires)
La Colina es una localidad del Partido de General La Madrid, Provincia de Buenos Aires, Argentina.

## Población
Cuenta con 663 habitantes (Indec, 2010), lo que representa un descenso del 7% frente a los 713 habitantes (Indec, 2001) del censo anterior.
En un principio el pueblo funcionaba como paraje de tren, siendo esta parada el fin de la vía férrea hasta que en 1884, durante el gobierno de Julio Argentino Roca, se amplió el ferrocarril hasta Bahía Blanca, conectando a esta con Plaza Constitución.[cita requerida] La parada de tren se mantenía en uso aunque recién en 1902 se fundó la Estación La Colina, la estación se encuentra actualmente en desuso desde la sucesión de la red ferroviaria argentina en 2015 a Ferrocarriles Argentinos, durante el gobierno de Cristina Fernández de Kirchner.[cita requerida]
Las primeras grandes familias en asentarse, que aún predominan y representan gran parte de la población, son las familias Gaitán, Martínez y Steinbach, estas últimas provenientes de colonias alemanas.[cita requerida] Con el tiempo más familias, de ascendencia española y alemana en su mayoría, fueron acentandose en este pueblo rural desarrollando actividades agrícolas y ganaderas para estancias vecinas, principalmente la Estancia de La Colina de Ramón Santamarina y sus hijos José y Ramón (1890).[cita requerida]
Uno de los atractivos que posee esta localidad es la calidez de sus habitantes con espíritu familiar, la seguridad y tranquilidad de sus calles, el aire puro y la vegetación que abunda.[cita requerida]
| Gráfica de evolución demográfica de La Colina entre 1991 y 2010 |
|                                                                 |
| Fuente de los Censos Nacionales del INDEC                       |

## Ubicación
Se encuentra a 28 km al oeste de la ciudad de General La Madrid por camino de tierra. La ruta principal por la cual se tiene acceso al pueblo es la ruta 67, que conecta las ciudades de Coronel Suárez con General La Madrid, son 60 km de camino de ripio, dado su excaso mantenimiento es propenso a accidentes automovilísticos, por la presencia de pedregullo, cortadas, pozos, pantanos, etc.

## Historia
En el lugar donde está la estación de tren se instala, en la década de 1860 un colono francés proveniente de Aviñón de nombre Jean Pierre Alliaud, quien establece un Almacén de Ramos Generales, desde el que comercia con los indios y con las carretas de fletes de Ramón Santamarina. Casado con María Bertrand, mantiene dicho local hasta fines de siglo, cuando regresa a Europa. Cuando Alsina es Ministro de Guerra, manda la construcción de la llamada "zanja de Alsina" y siendo que este poblador mantenía esta instalación en las cercanías de su paso, el gobierno le otorga en propiedad un número de leguas cuadradas cercana al centenar.
Con la habilitación de la estación ferroviaria en el año 1884, el lugar comenzó a poblarse gradualmente. El 29 de abril de 1911, los señores Krabbe, King y Cía, vendieron el campo La Colina, a don Enrique Santamarina. Este último realizó en el mes de abril, activas gestiones tendientes a la fundación de un pueblo. El proyecto del nuevo pueblo La Colina, era un ensanche del pueblo de la misma denominación, que se encontraba frente a los servicios ferroviarios. El proyecto y replanteo del ejido urbano fue realizado por el ingeniero Santiago A. Ferreri. El Departamento de Ingenieros aprobó el proyecto el 18 de julio de 1911. El 22 de septiembre de 1911, el Poder Ejecutivo aprobó el proyecto de la traza del pueblo, donde comenzó a nuclearse gran cantidad de vecinos.
El 6 de junio de 1908 se funda la logia masónica "Carlo Pisacane N° 223" bajo la obediencia de la Gran Logia de la Argentina de Libres y Aceptados Masones, la que trabajó en el primer tercio del siglo XX. 
En la actualidad, pueden apreciarse los conjuntos arquitectónicos de construcciones antiguas, a excepción de un barrio de viviendas de características modernas. Entre los lugares de interés merece citarse la plaza principal que posee amplia arboleda, a la que se puede agregar la plaza de La Palmera. Se erige en una intersección de sus esquinas, el monumento al Dr. Eliseo Mañay, uno de los primeros médicos de la localidad. Cuenta en educación con el Jardín de Infantes N.º 903 Rosario Vera Peñaloza, la EP N.º 3 "Mariano Moreno" y la ES. Los deportes se canalizan en los clubes Independiente, actual Club Deportivo La Colina, y Atlanta Colina Club. Denominación: su nombre proviene del establecimiento homónimo, que fue propiedad de los señores Krabbe, King y Cía. En sus tierras existía una pronunciada elevación del terreno. Establecimientos Agropecuarios Sobresalen entre los establecimientos que se encuentran emplazados en la localidad, La Colina y El Huáscar. Las tierras donde se erige El Huáscar, son surcadas por el arroyo homónimo. El predio posee admirables líneas arquitectónicas, de estilo francés.

## Ferrocarril
- Estación La Colina